# Bucellarius
Bucellarii (số nhiều Latinh của Bucellarius; nghĩa là "kẻ ăn bánh quy", tiếng Hy Lạp: Βουκελλάριοι) là thuật ngữ về một đơn vị lính vào cuối thời La Mã và Byzantine không được sự hỗ trợ của nhà nước mà thuộc về một số cá nhân như một vị tướng hay thống đốc, mà thực chất là "gia binh" của người đó.
Các đơn vị này nhìn chung khá là nhỏ, tuy vậy trong nhiều cuộc nội chiến họ có thể phát triển đến con số hàng ngàn người. Trong thực tế, bucellarii là quân đội tư nhân nhỏ được những kẻ giàu sang quyền quý trang bị và trả lương. Vì vậy mà họ nhận được sự huấn luyện và trang bị tốt hơn, không đề cập đến động cơ, so với những người lính chính quy vào thời đó. Vào thế kỷ 6, Belisarius trong các cuộc chinh chiến của mình thay mặt cho Justinianus đã tuyển mộ khoảng chừng 7.000 bucellarii. Đến thời điểm này, bucellarii đã được hợp nhất vào quân đội chủ lực của La Mã và chẳng mấy chốc thuật ngữ này lại được áp dụng một cách bừa bãi vào lực lượng kỵ binh được trang bị đầy đủ. Vì vậy vào thế kỷ 7, khi các khu vực tuyển mộ quân sự đã hình thành nên cơ sở cho hệ thống thema, một trong những themata đầu tiên là của Boukellariōn, nằm trong vùng Paphlagonia và Galatia, với thủ đô đặt ở Ankara.